# Hymenalia
Hymenalia är ett släkte av skalbaggar som beskrevs av Étienne Mulsant 1851. Hymenalia ingår i familjen svartbaggar.
Släktet innehåller bara arten Hymenalia rufipes.